# 埃利涅 (羅基特涅區)
51°27′6″N 27°8′6″E / 51.45167°N 27.13500°E
埃利涅（烏克蘭語：Єльне）是烏克蘭西北部的村莊，隸屬里夫內州的薩爾內區。該村始建於1760年，面積144.8平方公里，海拔高度162米，2001年人口772，人口密度每平方公里5.3人。